# Vanylvsfjorden
Vanylvsfjorden er en fjord i Selje kommune i Vestland fylke og Vanylven kommune i Møre og Romsdal fylke i Norge. Fjorden ligger øst for Stadlandet. Den går fra Haugsholmen i nord til bygden Kjøde inderst i Kjødepollen ved Selje i Stad kommune i syd. Den er 22 kilometer lang, og mellem tre og fem kilometer bred, undtaget aller inderst hvor den smalner ind til omkring en kilometers bredde.
Nordvest for Vanylvsfjorden ligger Vanylvsgapet. Syd for Sighaugneset går Syltefjorden ind mod øst, mens Vanylvsfjorden fortsætter sydover. Største dybde er 252 m ud for Rivjehornet yderst i fjorden. 
Der er bebyggelse omkring hele fjorden. På vestsiden, lige syd for Rivjehornet, ligger bygden Borgundvåg. Nogle kilometer længere mod syd ligger den større bygd Leikanger, og videre ved vestsiden af fjorden ligger flere mindre bygder. På østsiden af indløbet ligger bygden Hakallestranda. Ved indløbet til Syltefjorden ligger bygden Fiskå på nordsiden og Slagneset på sydsiden. Videre mod syd på østsiden af fjorden ligger bygden Åheim, og aller inderst i fjorden ligger bygden Kjøde.
Rigsvej 620 går langs vestsiden af fjorden, omkring Kjødepollen og mod nord til Åheim.
Ydderst i fjorden ligger Haugsholmen Fyr